# Mrkalji (gmina Han Pijesak)
Mrkalji (cyr. Мркаљи) – wieś w Bośni i Hercegowinie, w Republice Serbskiej, w gminie Han Pijesak. W 2013 roku liczyła 105 mieszkańców.